# Флаг Черниговской области
Фла́г Черни́говской о́бласти (укр. Прапор Чернігівської області) — символика Черниговской области Украины, которая выражает исторические и духовные традиции Черниговщины. Утверждён на 12-й сессии Черниговского областного совета от 11 июля 2000 года.

## Описание
Флаг представляет собой зелёное полотнище с горизонтальной белой полосой, проходящей по центру, шириной в 1/5 флага. В кантоне расположен герб области. Зелёные полосы на флаге символизируют Полесье и лесостепь, а белая полоса — реку Десна.
Длина флага в 1,5 раза больше его ширины. Герб области — в серебряном поле чёрный коронированный двуглавый орёл с червлёными лапами и языками, золотыми глазами, клювами, когтями и коронами. В лазурном с золотой окантовкой нагрудном щите золотой знак основателя Великого княжества Черниговского Мстислава Володимировича (1024 год).